# The Vampire (film 1913)
The Vampire è un cortometraggio muto del 1913 diretto da Robert G. Vignola. Prodotto dalla Kalem Company, il film è interpretato da Harry F. Millarde, Marguerite Courtot e Alice Hollister. Uno dei primi lavori cinematografici sul fenomeno vamp, viene spesso citato come l'esempio più datato in esistenza.

## Trama
Harold proviene dalla provincia, dove ha lasciato Helen, una brava ragazza con cui è fidanzato. Preso dal turbine della grande città, Harold si lascia affascinare da Sybil, una vamp che lo trascina nel gorgo. Dovrà arrivare Helen per salvare il giovanotto, quando questi - disperato - sarà abbandonato dalla vamp.

## Produzione
The Vampire è stato girato a  Cliffside Park, New Jersey.
Il film è maggiormente noto per la presenza della "Vampire Dance" eseguita da Alice Eis e Bert French, ispirata all'opera The Vampire (1897) di Philip Burne-Jones. Un fermo immagine della performance ricrea esattamente le sembianze del dipinto. La "Vampire Dance", ideata da French nel 1909, era famosa e controversa al tempo nell'ambiente vaudeville statunitense per la sua mimica sensuale e oltraggiosa prima di essere documentata nel film.
Il 20 febbraio 1913, i ballerini suscitarono scandalo con un'altra performance "Le rouge et noir" e furono arrestati il giorno seguente per atti osceni. Furono scarcerati su cauzione, pagando ciascuno 500 dollari. Eis e French ricevettero un compenso di 2.000 dollari dalla Kalem per la loro esibizione in The Vampire.

## Distribuzione
Distribuito dalla General Film Company, il film - un cortometraggio in tre bobine - uscì nelle sale statunitensi il 15 ottobre 1913.
Una copia della pellicola è conservata negli archivi del George Eastman Museum di Rochester.